# Voyenne
Voyenne est une commune française située dans le département de l'Aisne, en région Hauts-de-France.

## Géographie

### Communes limitrophes

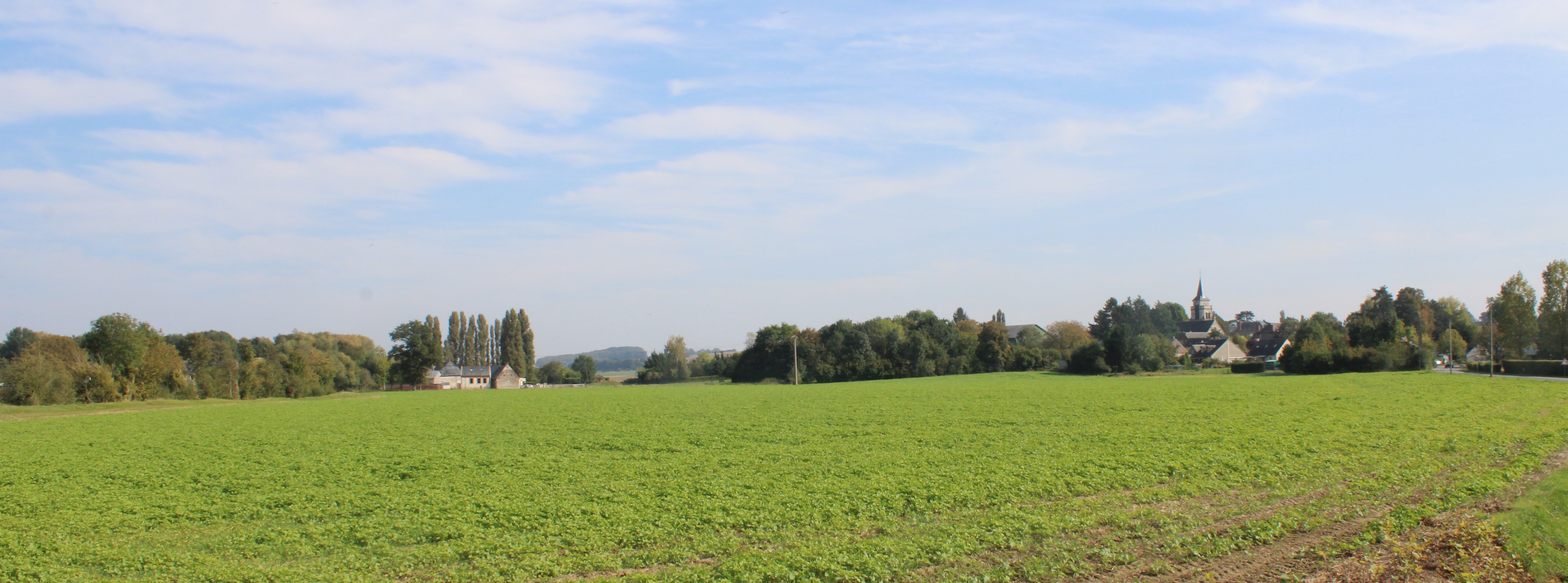
Panorama du village depuis le pont sur La Serre.

| Erlon | Marcy-sous-Marle     |               |
| Dercy | Voyenne              | Marle         |
|       | Toulis-et-Attencourt | Autremencourt |

### Hydrographie
La commune est située dans le bassin Seine-Normandie. Elle est drainée par la Serre, le cours d'eau 01 de la commune de Voyenne et divers bras de la Serre,,.
La Serre, d'une longueur de 96 km, prend sa source dans la commune de La Férée, à 265 m d'altitude, et se jette  dans l'Oise (rive gauche) à Danizy, à 52 m d'altitude, après avoir traversé 39 communes.

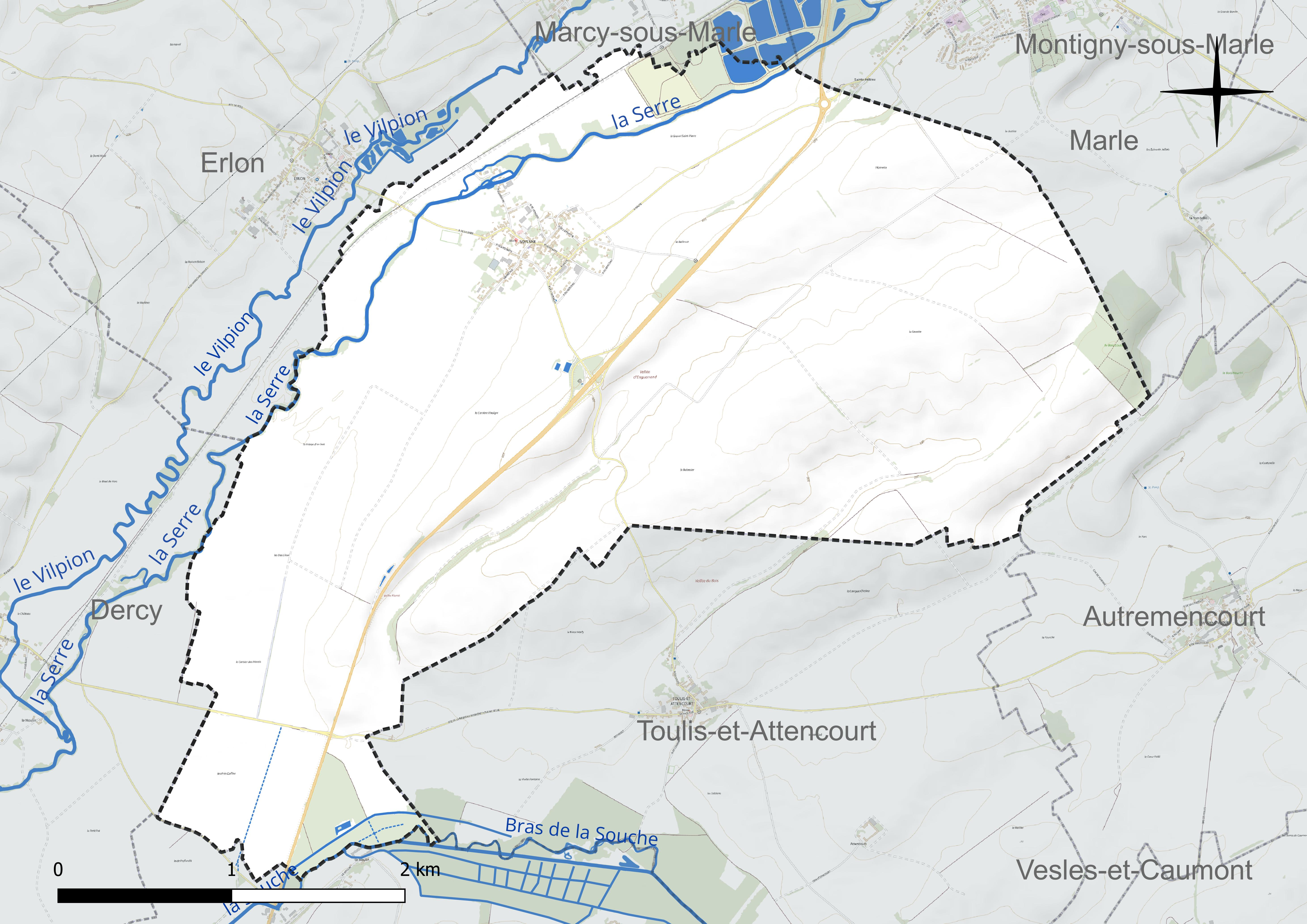
Réseau hydrographique de Voyenne.

### Climat
Pour des articles plus généraux, voir Climat des Hauts-de-France et Climat de l'Aisne.
En 2010, le climat de la commune est de type climat océanique dégradé des plaines du Centre et du Nord, selon une étude du CNRS s'appuyant sur une série de données couvrant la période 1971-2000. En 2020, Météo-France publie une typologie des climats de la France métropolitaine dans laquelle la commune est exposée à un climat océanique altéré et est dans la région climatique Nord-est du bassin Parisien, caractérisée par un ensoleillement médiocre, une pluviométrie moyenne régulièrement répartie au cours de l'année et un hiver froid (3 °C).
Pour la période 1971-2000, la température annuelle moyenne est de 10,3 °C, avec une amplitude thermique annuelle de 15,3 °C. Le cumul annuel moyen de précipitations est de 741 mm, avec 12,5 jours de précipitations en janvier et 9,1 jours en juillet. Pour la période 1991-2020, la température moyenne annuelle observée sur la station météorologique la plus proche, située sur la commune de Gizy à 14 km à vol d'oiseau, est de 11,0 °C et le cumul annuel moyen de précipitations est de 724,1 mm,. Pour l'avenir, les paramètres climatiques de la commune estimés pour 2050 selon différents scénarios d'émission de gaz à effet de serre sont consultables sur un site dédié publié par Météo-France en novembre 2022.

## Urbanisme

### Typologie
Au 1er janvier 2024, Voyenne est catégorisée commune rurale à habitat dispersé, selon la nouvelle grille communale de densité à 7 niveaux définie par l'Insee en 2022.
Elle est située hors unité urbaine. Par ailleurs la commune fait partie de l'aire d'attraction de Laon, dont elle est une commune de la couronne,. Cette aire, qui regroupe 106 communes, est catégorisée dans les aires de 50 000 à moins de 200 000 habitants,.

### Occupation des sols
L'occupation des sols de la commune, telle qu'elle ressort de la base de données européenne d'occupation biophysique des sols Corine Land Cover (CLC), est marquée par l'importance des territoires agricoles (95,4 % en 2018), une proportion sensiblement équivalente à celle de 1990 (96,1 %). La répartition détaillée en 2018 est la suivante : 
terres arables (92,5 %), zones urbanisées (3,1 %), zones agricoles hétérogènes (2,8 %), zones industrielles ou commerciales et réseaux de communication (1,4 %), forêts (0,1 %).
L'évolution de l'occupation des sols de la commune et de ses infrastructures peut être observée sur les différentes représentations cartographiques du territoire : la carte de Cassini (XVIIIe siècle), la carte d'état-major (1820-1866) et les cartes ou photos aériennes de l'IGN pour la période actuelle (1950 à aujourd'hui).

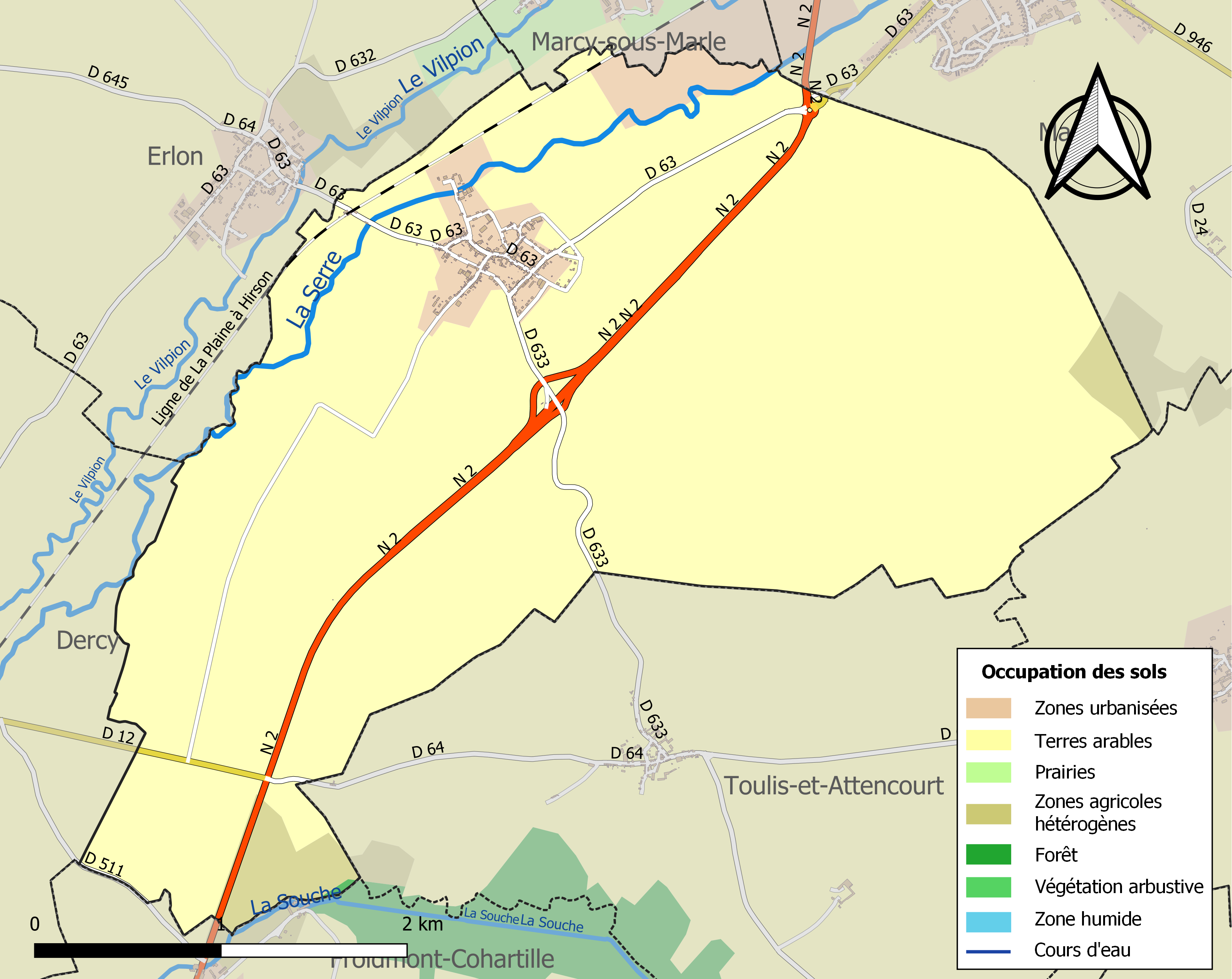
Carte de l'occupation des sols de la commune en 2018 (CLC).

## Toponymie
Le nom du village apparaît pour la première fois en l'an 1136, sous l'appellation latine de Voienna, puis Veana, Voiana, Voenna dans un cartulaire de l'abbaye Saint-Martin de Laon, ensuite Voianna, Voienne, Voyenna en 1340, Voiennes et enfin l'orthographe actuelle Voyenne sur la carte de Cassini vers 1750.
Peut-être du gaulois vidu « arbre, bois » et du suffixe gaulois -enna.

## Histoire
|  |  |

Carte de Cassini

La carte de Cassini montre qu'au XVIIIè siècle, Voyenne était une paroisse située sur la rive gauche de la Serre. Contrairement à beaucoup de villages de la région, Voyenne n'a aucun hameau ni écart.

Le village est traversé par le chemin de Marle à Laon.

Un moulin à eau, dont les vestiges sont encore présents de nos jours, est symbolisé par une roue dentée sur la rivière.
L'usine électrique
|  |  |  |

Vers 1900, une usine électrique très performante et innovante pour l'époque, s'est installée sur la Serre. Elle fonctionnait encore en 1938,.

## Politique et administration

### Découpage territorial

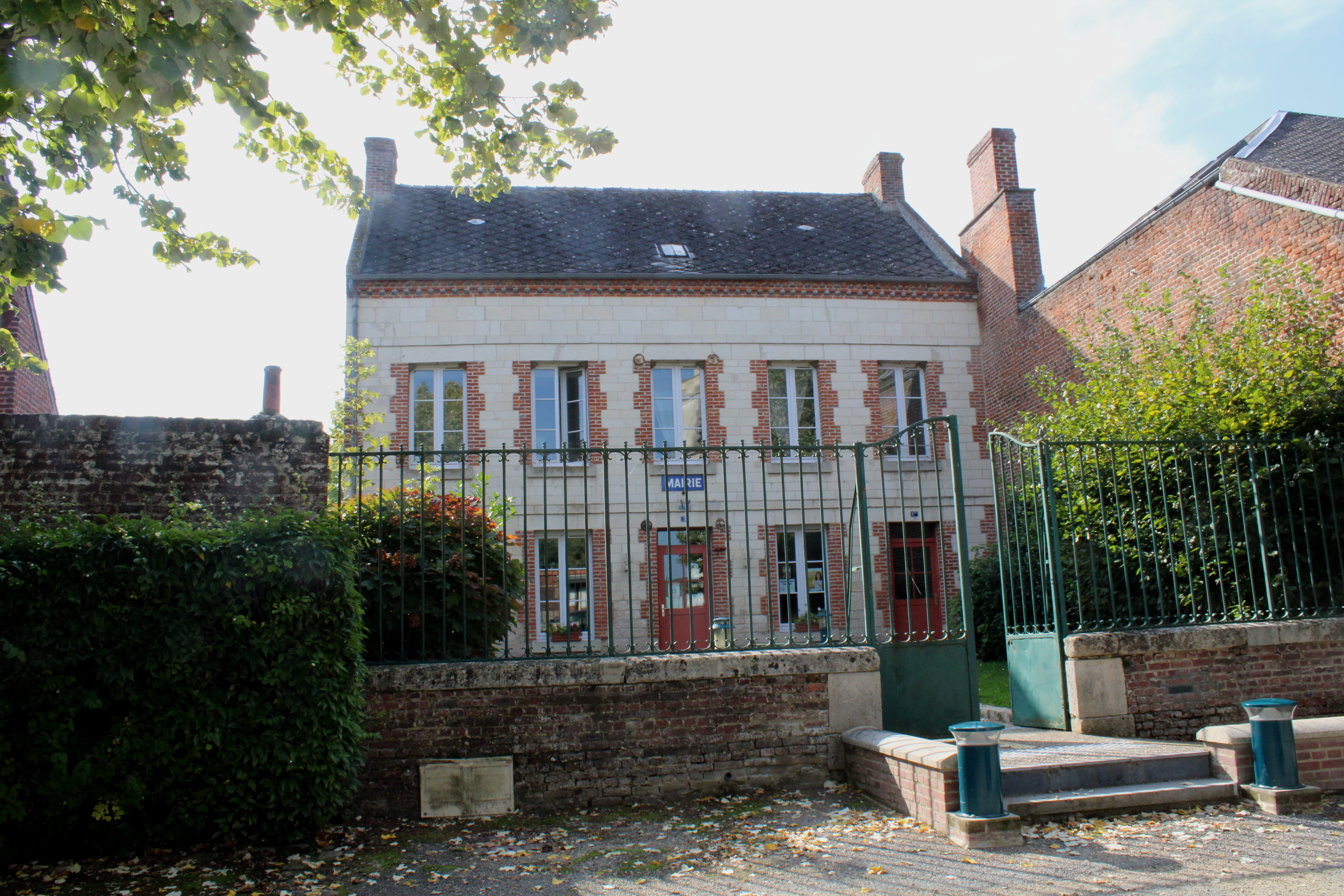
La mairie.

La commune de Voyenne est membre de la communauté de communes du Pays de la Serre, un établissement public de coopération intercommunale (EPCI) à fiscalité propre créé le 17 décembre 1992 dont le siège est à Crécy-sur-Serre. Ce dernier est par ailleurs membre d'autres groupements intercommunaux.
Sur le plan administratif, elle est rattachée à l'arrondissement de Laon, au département de l'Aisne et à la région Hauts-de-France. Sur le plan électoral, elle dépend du  canton de Marle pour l'élection des conseillers départementaux, depuis le redécoupage cantonal de 2014 entré en vigueur en 2015, et de la troisième circonscription de l'Aisne  pour les élections législatives, depuis le dernier découpage électoral de 2010.

### Administration municipale
| Période                                  | Période                       | Identité           | Étiquette | Qualité                                           |
| ---------------------------------------- | ----------------------------- | ------------------ | --------- | ------------------------------------------------- |
| Les données manquantes sont à compléter. |                               |                    |           |                                                   |
| 1989                                     | juillet 2020                  | Georges Carpentier | DVD       | Retraité agricole Réélu pour le mandat 2014-2020, |
| juillet 2020                             | En cours (au 11 juillet 2020) | Jérémie Cochet     |           |                                                   |

## Démographie
L'évolution du nombre d'habitants est connue à travers les recensements de la population effectués dans la commune depuis 1793. Pour les communes de moins de 10 000 habitants, une enquête de recensement portant sur toute la population est réalisée tous les cinq ans, les populations de référence des années intermédiaires étant quant à elles estimées par interpolation ou extrapolation. Pour la commune, le premier recensement exhaustif entrant dans le cadre du nouveau dispositif a été réalisé en 2005.

En 2022, la commune comptait 309 habitants, en évolution de −2,83 % par rapport à 2016 (Aisne : −1,97 %, France hors Mayotte : +2,11 %).
| 1793 | 1800 | 1806 | 1821 | 1831 | 1836 | 1841 | 1846 | 1851 |
| ---- | ---- | ---- | ---- | ---- | ---- | ---- | ---- | ---- |
| 577  | 565  | 608  | 589  | 560  | 531  | 566  | 569  | 583  |

| 1856 | 1861 | 1866 | 1872 | 1876 | 1881 | 1886 | 1891 | 1896 |
| ---- | ---- | ---- | ---- | ---- | ---- | ---- | ---- | ---- |
| 588  | 576  | 562  | 583  | 560  | 553  | 567  | 540  | 543  |

| 1901 | 1906 | 1911 | 1921 | 1926 | 1931 | 1936 | 1946 | 1954 |
| ---- | ---- | ---- | ---- | ---- | ---- | ---- | ---- | ---- |
| 518  | 530  | 479  | 447  | 488  | 517  | 490  | 504  | 483  |

| 1962 | 1968 | 1975 | 1982 | 1990 | 1999 | 2005 | 2006 | 2010 |
| ---- | ---- | ---- | ---- | ---- | ---- | ---- | ---- | ---- |
| 422  | 409  | 362  | 301  | 266  | 284  | 276  | 276  | 288  |

| 2015 | 2020 | 2022 | - | - | - | - | - | - |
| ---- | ---- | ---- | - | - | - | - | - | - |
| 315  | 306  | 309  | - | - | - | - | - | - |

## Lieux et monuments

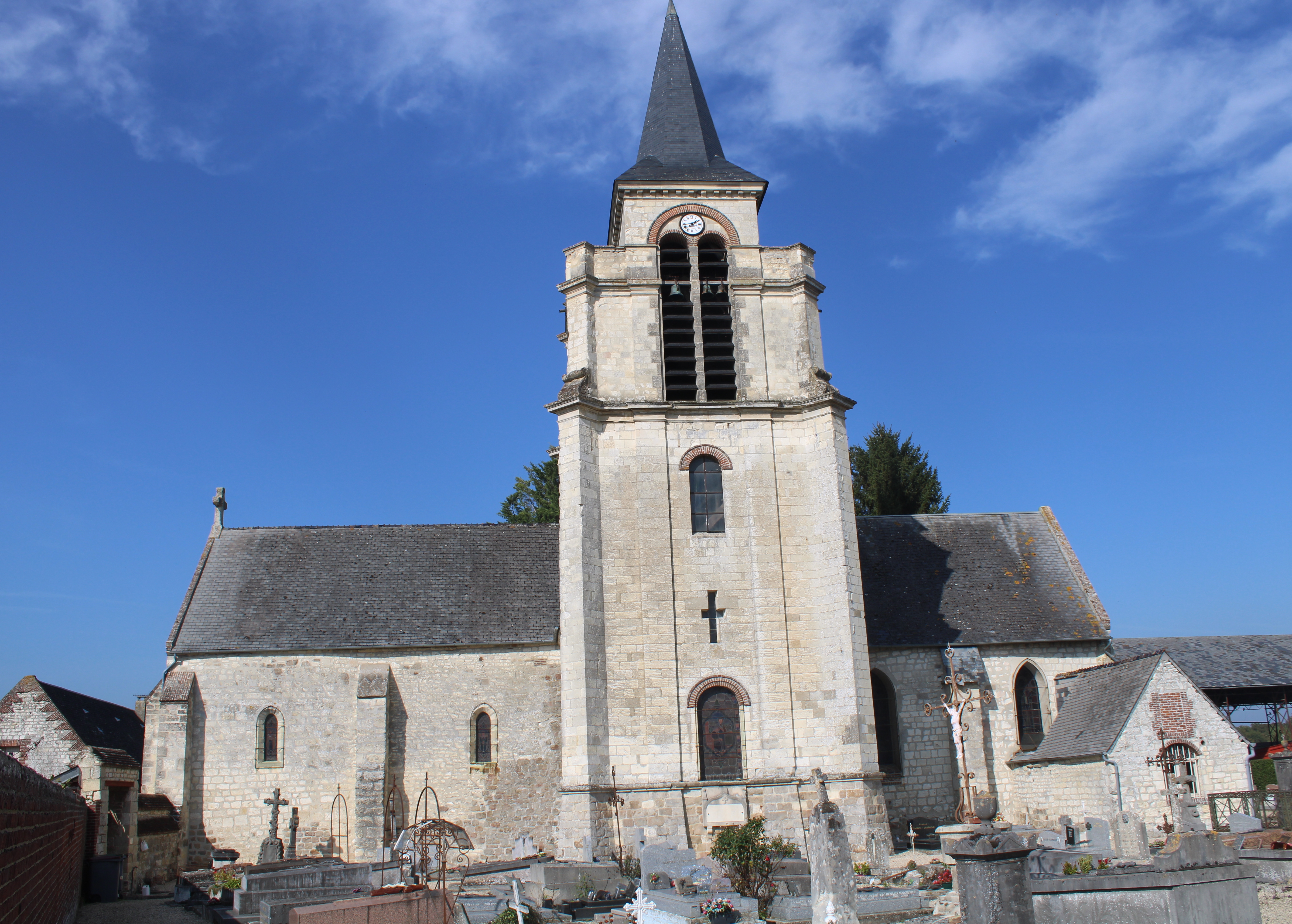
Église Saint-Rémi.
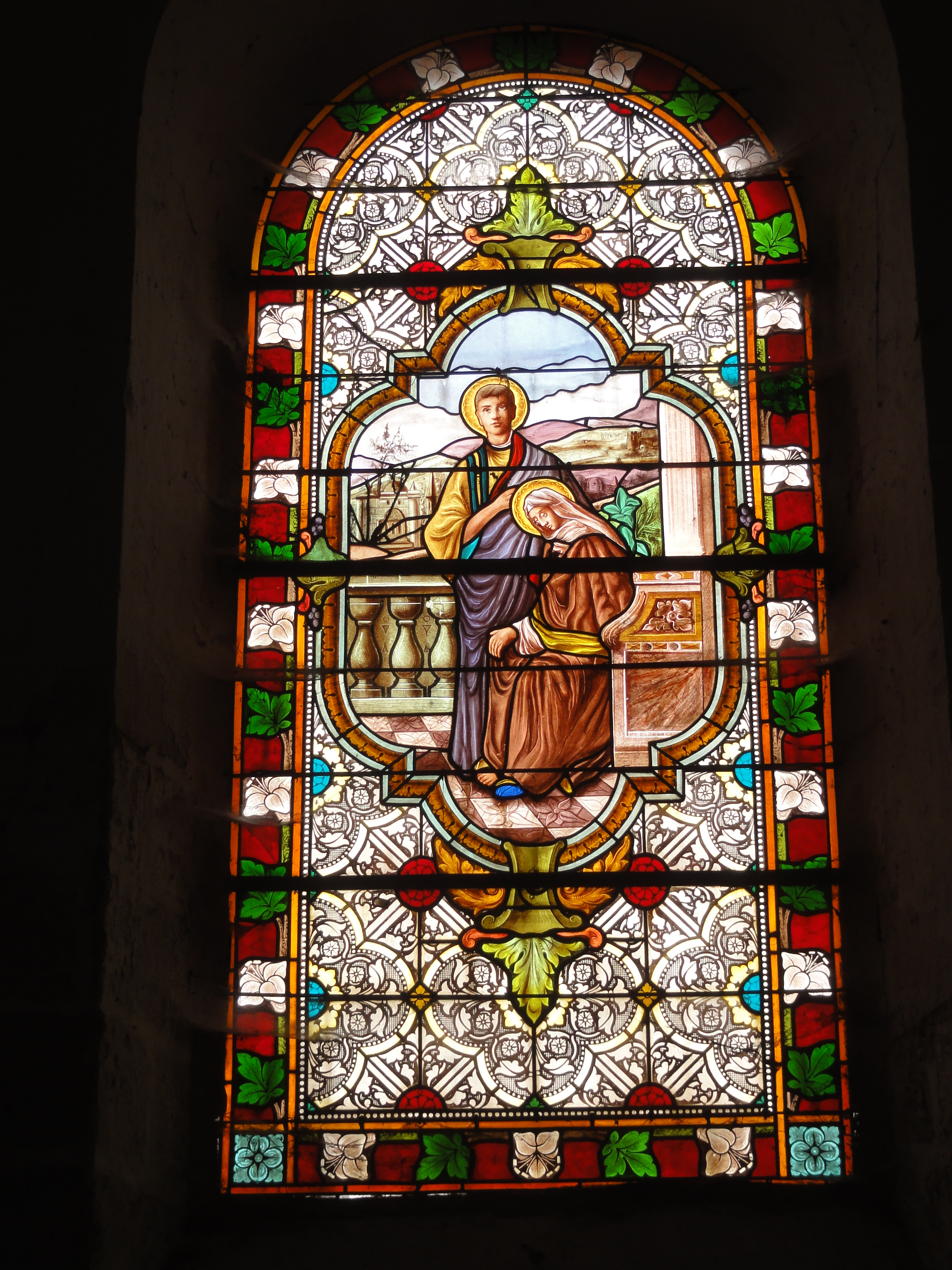
Église, un des vitraux.
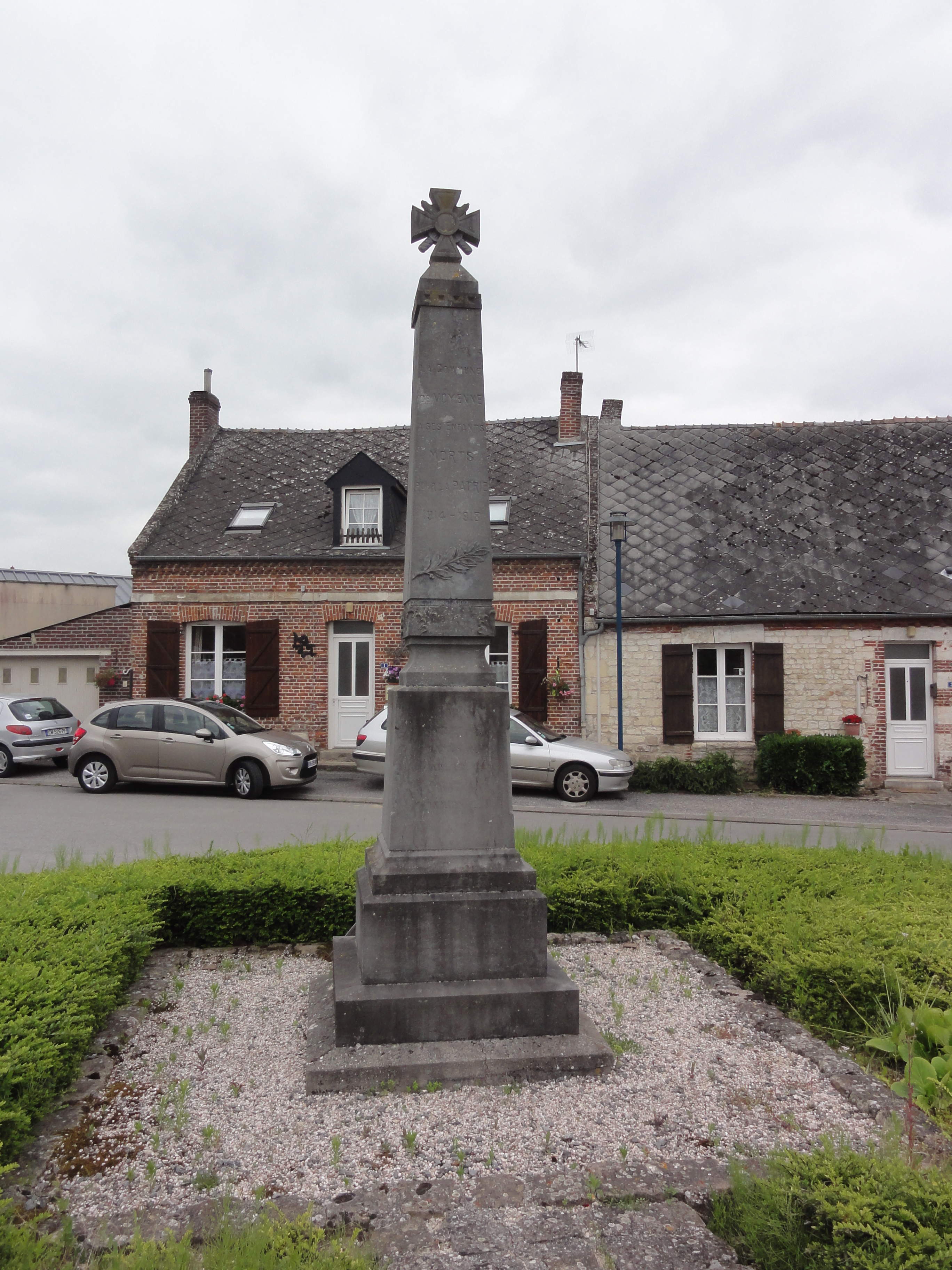
Monument aux morts.
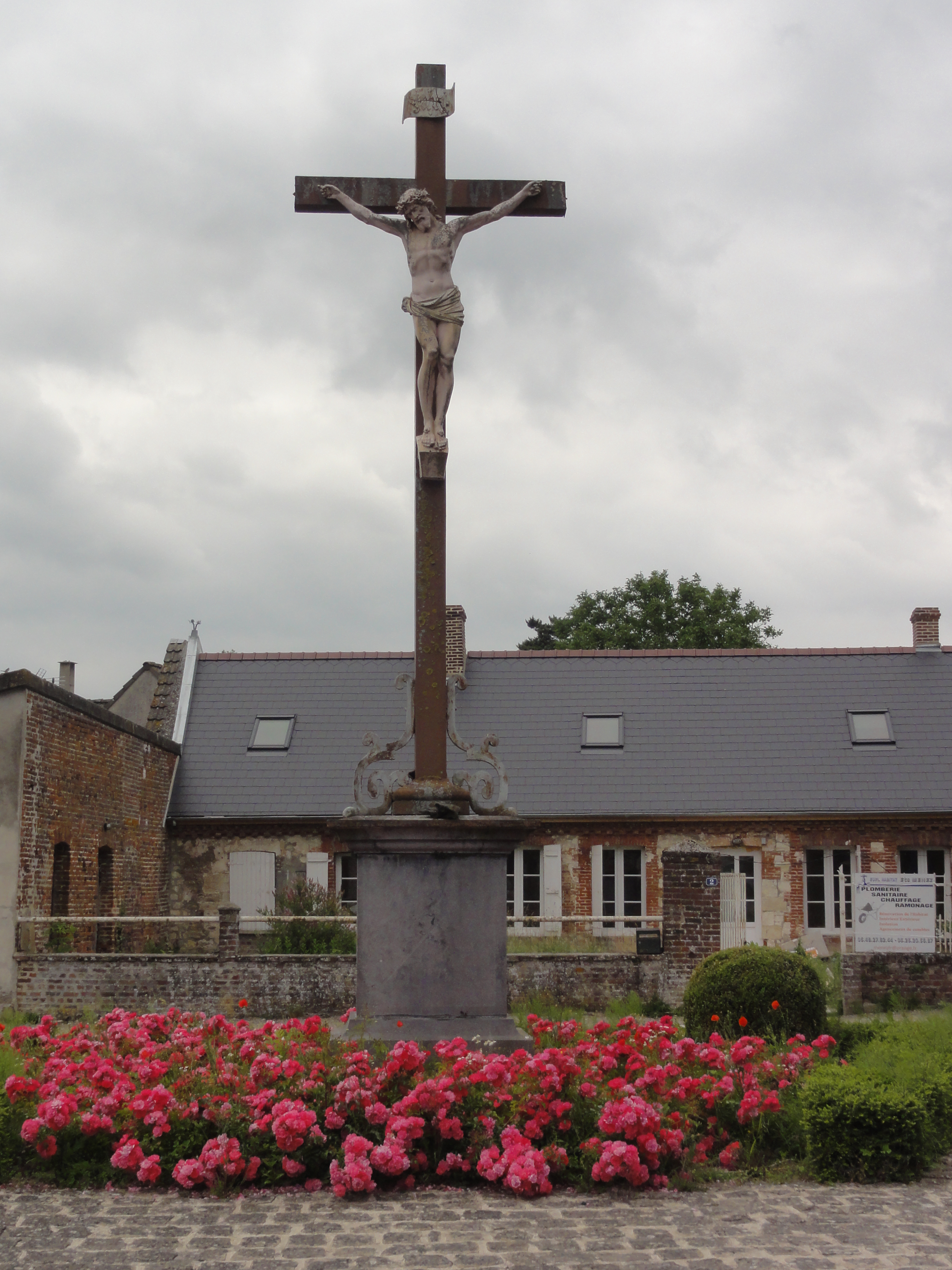
Croix de chemin.
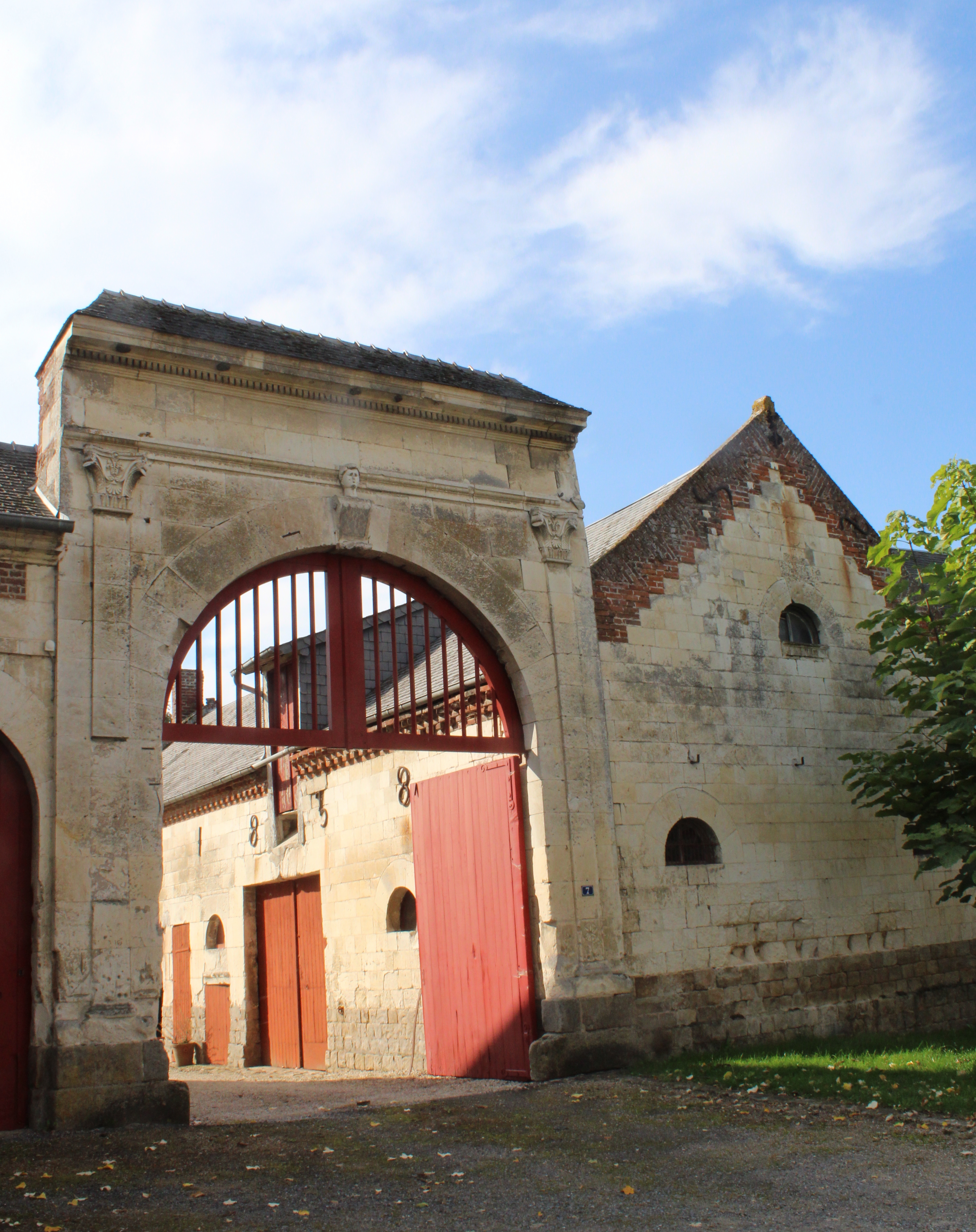
Portail d'entrée de ferme daté de 1838.

- Calvaire.

- Église Saint-Rémi.
- Église, un des vitraux.
- Monument aux morts.
- Croix de chemin.
- Portail d'entrée de ferme daté de 1838.

## Personnalités liées à la commune
- Charles Gentilliez, sénateur de l'Aisne de 1903 à 1919, né le 8 octobre 1856 à Voyenne. Licencié en droit, industriel fabricant de sucre, conseiller général, il fut est sénateur le 4 janvier 1903 par 703 voix sur 1 339, et réélu le 7 janvier 1912 par 734 voix sur 1 326. Membre de la gauche républicaine. Il est décédé le 7 février 1919 à Pau.